# Bottega Verde
Bottega Verde è una azienda italiana specializzata in prodotti cosmetici e di bellezza naturali.

## Storia
Bottega Verde è nata nel 1972 a Pienza, in Italia, come piccola erboristeria che fin dagli inizi si è impegnata nella ricerca di prodotti cosmetici a base di principi attivi naturali. Nel 1986 viene aperto il primo punto vendita mono marca che condurrà Bottega Verde a divenire il primo gruppo in Italia per numero di negozi di cosmetica. Nel 2000 ha iniziato l'espansione all'estero, avviando oltre ottanta punti vendita in Europa e negli Stati Uniti. Mentre nel 2011 è stato inaugurato a Modena il primo centro benessere di Bottega Verde: Naturalmente Spa.
Nella creazione e nello sviluppo dei suoi prodotti Bottega Verde unisce la sua ricerca per la qualità naturale con le più avanzate tecnologie. Il Laboratorio di Ricerca & Sviluppo Bottega Verde collabora con le Università di Milano e di Ferrara.